# Verner Lagesson
Verner Lagesson, född 21 augusti 1940, en svensk friidrottare (spjutkastning). Han tävlade för IFK Lund. 